# Colmundo Radio
Colmundo Radio es una cadena de radio colombiana, propiedad de la Cruzada Estudiantil y Profesional de Colombia y es operado bajo la concesión América Radio Ltda.

## Toponimia
El nombre de Colmundo se deriva de las iniciales como De Colombia para el Mundo.

## Historia
Fue fundada el 20 de septiembre de 1989 por el empresario y pastor Néstor Chamorro Pesantes luego de adquirir las emisoras del Grupo Radial Colombiano.

## Programación
Su programación es generalista, pero también emiten programas de deportes, programas de entretenimiento, programas de valores cristianos y programas religiosos de la Iglesia Cruzada Estudiantil y Profesional de Colombia.

## Frecuencias
| Ciudad              | Frecuencia | Indicativo |
| ------------------- | ---------- | ---------- |
| Bogotá              | 1040 AM    | HJCJ       |
| Bucaramanga         | 1230 AM    | HJEH       |
| Cartagena de Indias | 620 AM     | HJVP       |
| Medellín            | 1440 AM    | HJNZ       |

### Antiguas frecuencias
| Ciudad       | Frecuencia | Indicativo |
| ------------ | ---------- | ---------- |
| Barranquilla | 1430 AM    | HJPW       |
| Cali         | 620 AM     | HJEL       |
| Cúcuta       | 660 AM     | HJQS       |
| Ibagué       | 920 AM     | HJSJ       |
| Pasto        | 1040 AM    | HJUB       |
| Pereira      | 1270 AM    | HJIM       |